# 숙의 윤씨 (정종)
숙의 윤씨(淑儀 尹氏, 1368년1월14일-1417년10월1일)는 정종 (조선)의 후궁이다.

## 생애
본관은 해평(海平)으로 1368년 음력 1월에 대사헌 윤방언(尹邦彦)의 딸로 태어났다. 기타의 자세한 행적은 전하는 바가 없다. 수도군, 임언군, 석보군, 장천군 등 네 명의 왕자와 인천옹주를 낳았다. 1417년 음력 10월에 사망하였다.

## 가족관계
- 아버지 : 윤방언(尹邦彦)
  - 남편 : 정종
    - 장남 : 수도군 덕생(守道君 德生 ?~1449년)
    - 며느리 : 여산 송씨 - 송계성(宋繼性)의 딸
    - 차남 : 임언군 녹생(林堰君 祿生 1399~1432년)
    - 며느리 : 고령 박씨 - 박부(朴溥)의 딸
    - 삼남 : 석보군 복생(石保君 福生 1399-1447년)
    - 며느리 : 학성군부인(鶴城郡夫人) 원주 김씨 - 김연지(金連枝)의 딸
    - 사남 : 장천군 보생(長川君 普生)
    - 며느리 : 산양군부인(山陽郡夫人) 화순 최씨 - 최자해(崔自海)의 딸
    - 장녀 : 인천옹주(仁川翁主)
    - 사위 : 이관식(李寬植)